# Provincia KwaZulu-Natal
KwaZulu-Natal este o provincie  situată pe coasta de est a Africii de Sud. Ea se învecinează la nord cu Eswatini, Mozambic și provincia Mpumalanga, la sud cu provincia Ostkap, la vest cu Lesotho și provincia Free State, iar la est cu Oceanul Indian. Provincia a luat naștere în anul 1994 prin unirea provinciilor Homeland KwaZulu și Natal. Populația cea mai numeroasă este zulu, păstrându-se și în prezent așezările lor tradiționale. Reședința sa este orașul Pietermaritzburg.

## Parcuri naționale
- Greater-St. Lucia-Wetland-Park (inclus în Patrimoniul Cultural Universal UNESCO)
- Royal-Natal-Nationalpark
- Drakensberg / uKhahlamba Park (inclus în Patrimoniul Cultural Universal UNESCO)
- Hluhluwe-Umfolozi-Park